# Żmijka (żeglarstwo)

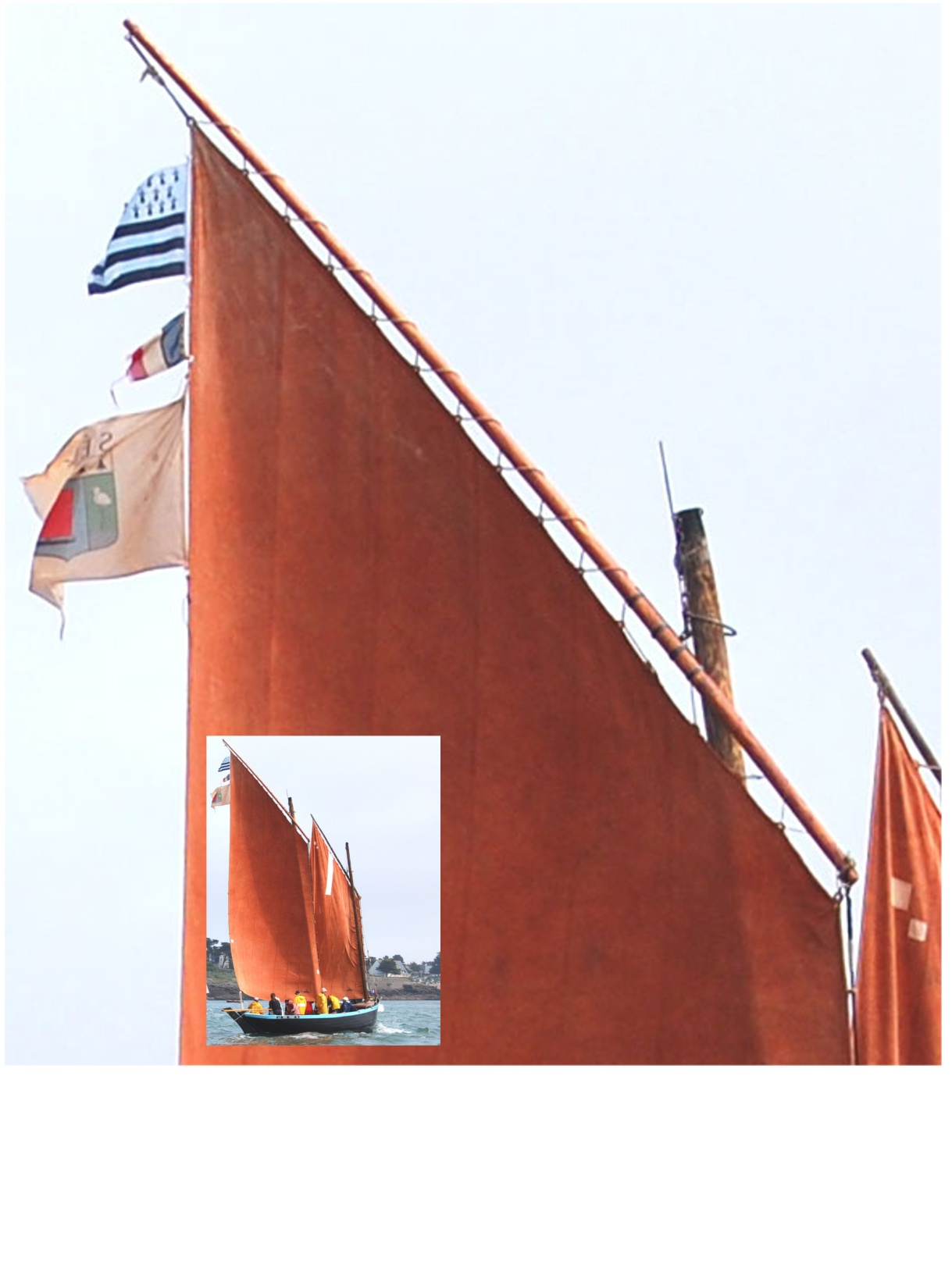
Żagiel przymocowany do rejki na żmijkę

Żmijka – lina mocująca lik żagla do masztu lub innego drzewca.
Żagiel wzdłuż liku (lub lików) zaopatrzony jest w rząd remizek. Podczas taklowania (mocowania) żagla przez kolejne remizki przeciąga się żmijkę jednocześnie oplatając nią dookoła drzewce.

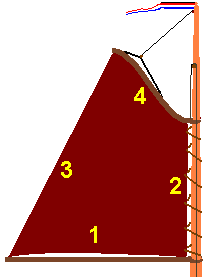
1. Lik dolny 2. Lik przedni 3. Lik wolny 4. Lik górny.
Widoczna żmijka oplatająca maszt przy liku przednim

Taki sposób mocowanie żagla nazywany jest na żmijkę.